# Filialkirche zur Kreuzerhöhung (Schlammersdorf)

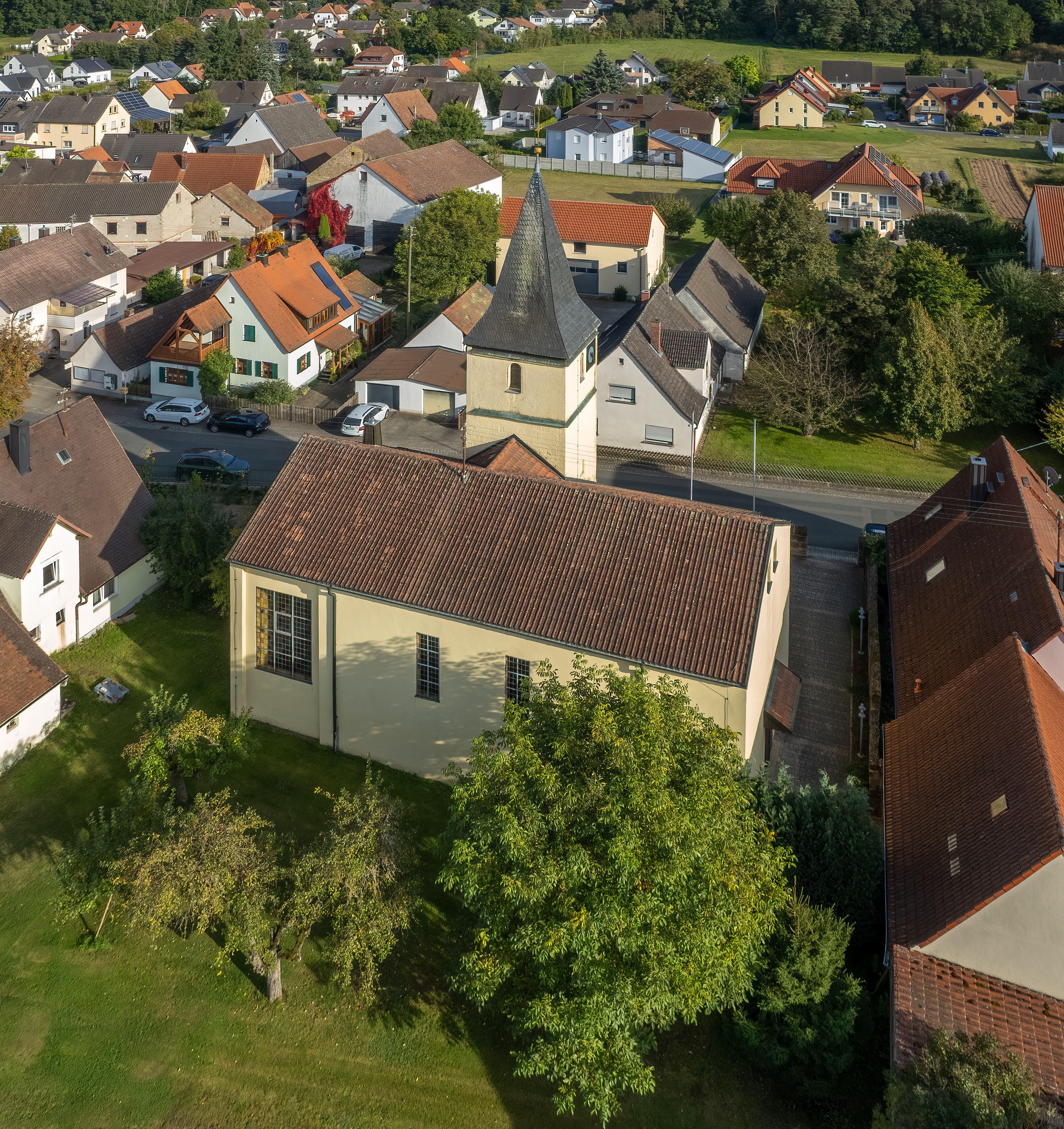
Filialkirche zur Kreuzerhöhung (Schlammersdorf)

Die römisch-katholische, denkmalgeschützte Filialkirche zur Kreuzerhöhung befindet sich in Schlammersdorf, einem Gemeindeteil von Hallerndorf im Landkreis Forchheim (Oberfranken, Bayern). Die Kirche ist unter der Denkmalnummer D-4-74-133-52 als Baudenkmal in der Bayerischen Denkmalliste eingetragen. Die Kirche gehört zur Pfarrei St. Sebastian (Hallerndorf) in der Seelsorgeeinheit Unterer Aischgrund im Seelsorgebereich Jura-Aisch im Dekanat Forchheim des Erzbistums Bamberg.

## Beschreibung
Der Chorturm der ursprünglichen Saalkirche wurde im Kern um 1500 erbaut. Er wurde 1684 um ein Geschoss aufgestockt, um die Turmuhr und den Glockenstuhl, in dem seit 1960 drei Gussstahlglocken hängen, unterzubringen, und mit einem vierseitigen, schiefergedeckten Knickhelm bedeckt. An das Langhaus der Saalkirche wurde 1956 nach Nordwesten ein neuer Sakralbau als Seitenschiff angefügt. 
Die Kirchenausstattung wurde in den Neubau übergeführt. Hierzu zählen der Hochaltar von 1746 mit hölzernen Statuen aus dem frühen 16. Jahrhundert, die Kanzel aus dem frühen 18. Jahrhundert und ein um 1700 entstandenes Kruzifix. Im alten Chor im Erdgeschoss des Chorturms blieb ein Altar mit einer Darstellung der Anna selbdritt auf dem Altarretabel erhalten.